# Zinowiewia integerrima
Zinowiewia integerrima är en benvedsväxtart som först beskrevs av Nicolai Stepanowitsch Turczaninow, och fick sitt nu gällande namn av Nicolai Stepanowitsch Turczaninow. Zinowiewia integerrima ingår i släktet Zinowiewia och familjen Celastraceae. Inga underarter finns listade.